# COVID-19 в Афганистане
Распространение COVID-19 в Афганистане началось с первым заражением 24 февраля 2020 года.
Согласно данным ВОЗ, с начала пандемии по конец 2023 года суммарное число заразившихся составило 230629 человек, а умерших — 7972 человек. На тот момент более 15 млн жителей страны выло вакцинировано (по другим данным, на конец февраля 2024 года вакцинировано 18 млн, то есть 44 % населения). Всего в стране было зарегистрировано 5 пиков заболеваемости.
На ситуацию в стране отрицательно повлияло то, что в разгар эпидемии власть в Афганистане захватил Талибан.
Действия Талибана, санкции мирового сообщества против него, экономический кризис и наличие в стране 4 млн перемещённых лиц усугубили состояние системы здравоохранения в стране и затруднило борьбу с эпидемией. Тем не менее, с начала 2020 по октябрь 2021 года ВОЗ выделила 42 млн долларов на борьбу с болезнью в Афганистане. Пандемия, вместе с засухой и наводнениями, являлась причиной резкого ухудшения экономической ситуации в стране.

## Хронология распространения
Из-за малого количества лабораторий и проведённых проверок, данные о заболеваемости и смертях от COVID-19 в Афганистане ненадёжны.
24 февраля был выявлен первый факт заражения вирусом в Герате. На конец марта 2020 года число заразившихся достигло 75, двое больных умерло.
2 мая общее число заразившихся коронавирусом достигло 2496, скончались 72 человека и 331 выздоровел. 
7 мая министр здравоохранения Афганистана Ферозуддин Фероз заразился коронавирусом.

## Борьба с эпидемией
24 февраля министр здравоохранения объявил в провинции Герат чрезвычайное положение. В марте все школы и университеты в стране были закрыты, домой отправились 10 млн школьников и ок. 300 тыс. студентов. Введённый первоначально в Герате локдаун вскоре распространили на всю страну. Были ограничены массовые собрания, крупные дороги были перекрыты, а движение по ним позволено лишь больным, военным и лицам, занятых снабжением продуктами питания.
Сложность для системы здравоохранения представляла нехватка средств личной защиты для медицинского персонала.
16 апреля из-за угрозы коронавирусной инфекции в Афганистане из тюрем выпущены более 5300 заключенных. 18 апреля власти приняли решение временно использовать столетний дворец Дар уль-Аман для размещения и лечения там больных с коронавирусной инфекцией.
30 апреля Волеси Джирга (нижняя палата) и Мешрано Джирга (верхняя палата, Дом старейшин) парламента Афганистана временно прекратили работу.
2 мая власти продлили карантинный режим крупных городов, в том числе столицы Кабула, на 20 дней, до конца месяца Рамадан.
В конце октября 2022 года все связанные с пандемией ограничения были отменены.

### Эвакуация граждан
5 мая из Москвы отправился первый самолёт с афганскими студентами.

### Вакцинация
Вакцинация населения началась в феврале 2021 года. Афганистан стал первой страной Центральной Азии, получившей вакцину в рамках COVAX.
В августе 2021 года было вакцинировано менее 5 % населения Афганистана.

## Влияние
Проведённый летом 2021 года опрос показал, что большая часть населения страны испытала ухудшение финансового положения, 96 % опрошенных сказали, что испытывают финансовые затруднения, более трети жителе. По данным 2021 года, в результате пандемии экономика Афганистана сократилась на 1,9 %, а доля бедных жителей возросла с 41,6 % до 45,5 %; около трети жителей потеряли работу. Пандемия привела к повышению детской смертности в Афганистане, она достигла 70.4 из 100 в 2022 году. Большая часть учеников и студентов в стране не имеют дооступа к интернету, поэтому сильно пострадали от локдаунов во время эпидемии.